# Aegon Open Nottingham 2016
L'Aegon Open Nottingham 2016 è stato un evento combined di tennis che si è giocato sui campi in erba. È stata la 6ª edizione del femminile facente parte della categoria WTA International per il WTA Tour 2016 e la 21ª per il maschile della categoria ATP Tour 250 per l'ATP World Tour 2016. L'evento si è tenuto al Nottingham Tennis Centre di Nottingham, in Gran Bretagna, dal 6 al 12 giugno 2016 per il femminile e dal 20 al 26 giugno 2016 per il maschile.

## Partecipanti ATP

### Teste di serie
| Paese       | Giocatrice           | Classifica* | Testa di serie |
| ----------- | -------------------- | ----------- | -------------- |
| Sudafrica   | Kevin Anderson       | 20          | 1              |
| Uruguay     | Pablo Cuevas         | 26          | 2              |
| Portogallo  | João Sousa           | 30          | 3              |
| Ucraina     | Aleksandr Dolhopolov | 31          | 4              |
| Stati Uniti | Sam Querrey          | 32          | 5              |
| Stati Uniti | Steve Johnson        | 39          | 6              |
| Italia      | Andreas Seppi        | 40          | 7              |
| Lussemburgo | Gilles Müller        | 41          | 8              |
| Cipro       | Marcos Baghdatis     | 42          | 9              |
| Spagna      | Pablo Carreño Busta  | 44          | 10             |
| Canada      | Vasek Pospisil       | 46          | 11             |
| Italia      | Paolo Lorenzi        | 48          | 12             |
| Argentina   | Guido Pella          | 52          | 13             |
| Spagna      | Fernando Verdasco    | 53          | 14             |
| Kazakistan  | Michail Kukuškin     | 55          | 15             |
| Lituania    | Ričardas Berankis    | 56          | 16             |

* Ranking del 13 giugno 2016.

### Altri partecipanti
I seguenti giocatori hanno ricevuto una wildcard per il tabellone principale:
- Liam Broady
- Brydan Klein
- Alexander Ward
- James Ward

Il seguente giocatore è entrato in tabellone grazie al ranking protetto:
- Julien Benneteau

I seguenti giocatori sono passati tramite le qualificazioni:

- Frank Dancevic
- Ernesto Escobedo
- Jan Hernych
- Stéphane Robert

## Partecipanti WTA

### Teste di serie
| Paese       | Giocatrice         | Classifica* | Testa di serie |
| ----------- | ------------------ | ----------- | -------------- |
| Rep. Ceca   | Karolína Plíšková  | 19          | 1              |
| Regno Unito | Johanna Konta      | 21          | 2              |
| Danimarca   | Caroline Wozniacki | 34          | 3              |
| Porto Rico  | Mónica Puig        | 53          | 4              |
| Belgio      | Yanina Wickmayer   | 54          | 5              |
| Regno Unito | Heather Watson     | 56          | 6              |
| Germania    | Mona Barthel       | 66          | 7              |
| Stati Uniti | Christina McHale   | 67          | 8              |

* Ranking del 23 maggio 2016.

### Altre partecipanti
Le seguenti giocatrici hanno ricevuto una wildcard per il tabellone principale:
- Freya Christie
- Karolína Plíšková
- Laura Robson

Le seguenti giocatrici sono entrate in tabellone grazie al ranking protetto:
- Victoria Duval
- Peng Shuai

Le seguenti giocatrici sono passate tramite le qualificazioni:

- Ashleigh Barty
- Michelle Larcher de Brito
- Tara Moore
- Zhang Kailin

Le seguenti giocatrici sono entrate in tabellone come lucky loser:
- Andrea Hlaváčková
- Tamira Paszek

## Vincitori

### Singolare maschile
Steve Johnson ha sconfitto in finale  Pablo Cuevas con il punteggio di 7–6(5), 7–5.
- È il primo titolo in carriera per Johnson.

### Singolare femminile
Karolína Plíšková ha battuto in finale  Alison Riske con il punteggio di 7–6(8), 7–5.
- È il quinto titolo in carriera per la Plíšková, primo della stagione.

### Doppio maschile
Dominic Inglot /  Daniel Nestor hanno sconfitto in finale  Ivan Dodig /  Marcelo Melo con il punteggio di 7–5, 7–6(4).

### Doppio femminile
Andrea Hlaváčková /  Peng Shuai hanno sconfitto in finale  Gabriela Dabrowski /  Yang Zhaoxuan con il punteggio di 7–5, 3–6, [10–7].